# Capira
Capira es un corregimiento y ciudad cabecera del distrito del mismo nombre en la provincia de Panamá Oeste, República de Panamá. La localidad tiene 5.181 habitantes (2010).